# 板倉正直
板倉 正直（いたくら まさなお、1946年（昭和21年）8月5日 - ）は、日本の政治家。千葉県印西市長（3期）、印西市議会議員（10期）を務めた。

## 概要
千葉県印西町（現・印西市）生まれ。成田高等学校卒業。1975年、印西町議会議員に初当選。1994年には町長選挙に立候補したが、落選した。市制移行後含め町議・市議を計10期務め、議長等の要職を歴任した。
2012年5月、印西市議会議員を辞して市長選への出馬を表明、印西市長（当時）の山崎山洋との一騎討ちとなった。7月8日に実施された印西市長選挙に無所属で出馬し、山崎を破り初当選した。投票結果は板倉が20,725票、山崎が14,252票と大きな差が付き、山崎は3選を逃した。投票率は49.71%。7月28日、市長就任。
2016年7月、元市議の中沢俊介（自民党公認・公明党推薦）を破り、再選。投票率は59.31％。
2020年7月、新藤加菜（NHK党公認）を破り、3選。
2024年7月、4選を目指し、市長選に6人が立候補する激戦となったが、まちづくり会社代表の藤代健吾に敗れた。

## 人物
- 父は印西町長を務めた板倉直保[3]。

## 出演

### Webアニメ
- 印西あるある物語（2022年、印西市長）- 声優出演